# أصداف الثدي

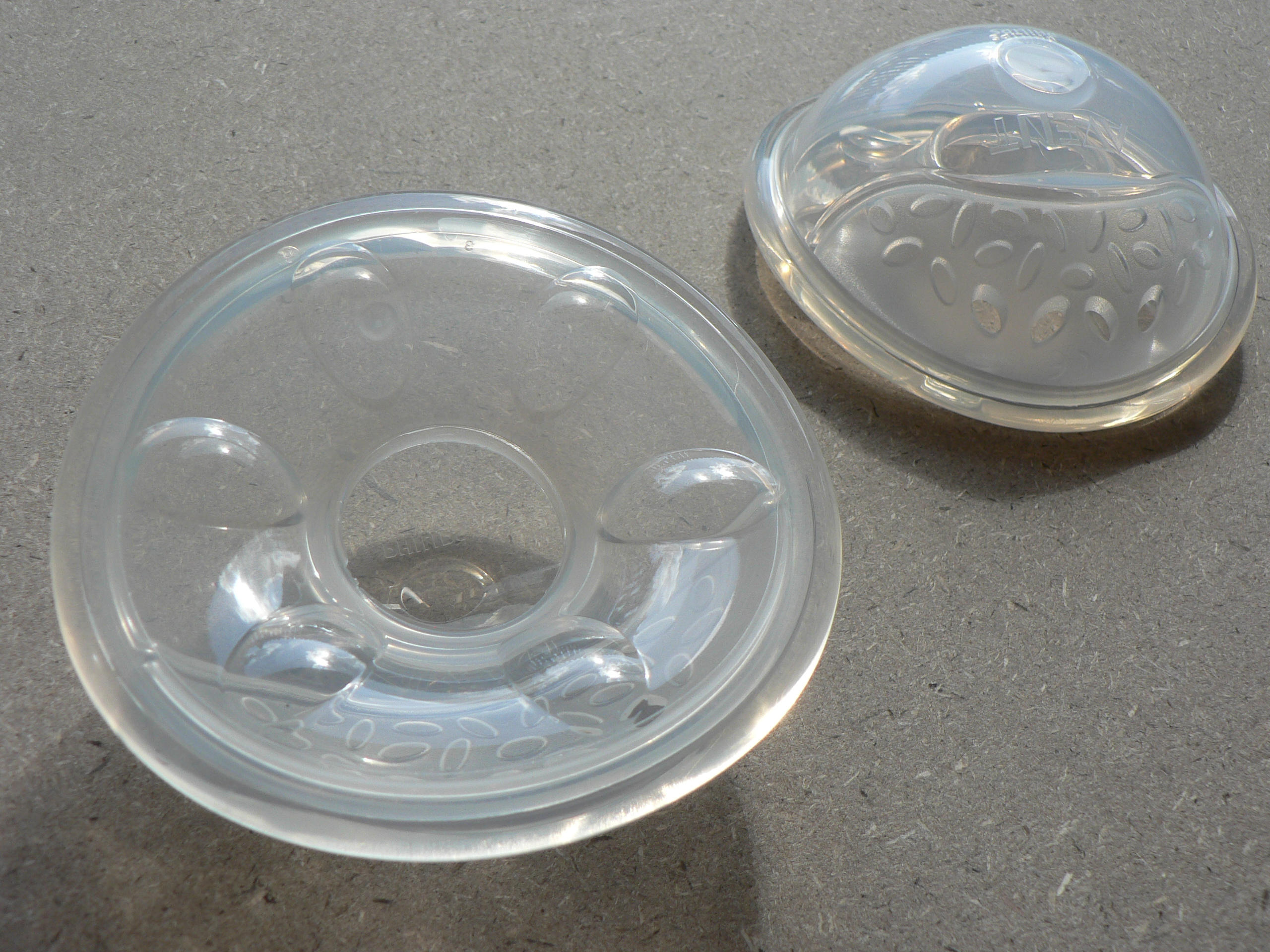

أصداف الثدي هي أقراص بلاستيكية جوفاء وخفيفة الوزن يتم ارتداؤها داخل حمالة الصدر للمساعدة في تصحيح الحلمات المسطحة أو المقلوبة استعدادًا للرضاعة الطبيعية أو أثناءها. كما تُعرف أيضًا باسم أكواب الحليب أو كؤوس الثدي أو دروع الثدي، ويمكن أيضًا استخدامها لتخفيف الحلمات الحساسة أو جمع الحليب عندما لا يكون الطفل قد انتهى من الحلمة. وتعمل أصداف الثدي من خلال تطبيق ضغط لطيف ولكن ثابت على المنطقة المحيطة بالحلمة لتمديد المناطق المجاورة والعمل على إبراز الحلمة أحيانا يحدث خلط بين دروع الحلمة وأصداف الثدي ولكن الدروع مخصصة للاستخدام أثناء الرضاعة الطبيعية، في حين يتم ارتداء أصداف الثدي استعدادًا للرضاعة الطبيعية أو بعدها.

## الاستخدام
تتكون صدفة الثدي من أقسام داخلية وخارجية تلتف مع بعضها وتطوق الحلمة.
- القسم الداخلي الذي يطوق الحلمة ويضغط على نسيج الثدي المحيط غالباً ما يتكون من مواد ناعمة مثل السيليكون.
- يفصل القسم الخارجي الصلب الحلمة عن حمالة الصدر والملابس ويترك مساحة خالية يمكن أن يجمع بها الحليب.[1][3]ويكون شكله مقعر قليلاً ليتوافق مع شكل الثدي. ولكنه يمكن أن يكون مرئيًا في بعض الأحيان تحت الملابس الضيقة.

ويمكن تفكيك الأصداف لغسلها ويجب أن يتم ذلك بشكل متكرر لأن الصدفة تتسبب أيضًا في تعرق الثدي، والذي يمكن أن يزيد من نمو البكتيريا ويسبب التهابات. إذا تم استخدام الأصداف للمساعدة في تجهيز الأم للرضاعة الطبيعية؛ فمن الأفضل القيام بذلك أثناء الحمل لأن القشرة يمكن أن تزيد من تسرّب حليب الثدي، وبالرغم من ذلك تستخدم أصداف الثدي لجمع الحليب المتسرب أثناء إرضاع الطفل على الثدي الآخر في بعض الحالات.
وعادة ما تستخدم الأصداف خلال الثلث الثالث من الحمل لمدة تصل إلى 10 ساعات يومياً عند استخدامها لتصحيح الحلمة المقلوبة أو المسطحة.

## عيوبها
بعض الأبحاث تشير إلى أن أصداف الثدي المستخدمة في تصحيح الحلمات المقلوبة قد تعوق قدرة الأم على الإرضاع من الثدي بنجاح أو لا تؤثر إطلاقا ولا تساعد على تصحيح الحلمة في بعض الحالات.